# Слов'янка (Синельниківський район)
Слов'я́нка — село в Україні, центр Слов'янської сільської громади Синельниківського району Дніпропетровської області. Населення становить 2 304 особи. Орган місцевого самоврядування — Слов'янська сільська рада.

## Географія
Село Слов'янка розташована на сході області за 125 кілометрів від Дніпра у степовій зоні на лівому березі річки Бик. Вище за течією на відстані 2,5 км розташоване село Андронівка, нижче за течією на відстані 3 км розташоване село Водолазьке, на протилежному березі — село Наталівка. Поруч проходять автомобільні дороги М30 (E50), Т 0428 і залізниця, станція Слов'янка.

## Історія
У 17 столітті в період існування Запорозької Січі на території сучасної Слов'янки була козацька сторожова охорона, яка контролювала Муравський шлях з Криму до Росії. Охоронний загін очолював сотник Гончар, який загинув 1660 року в сутичці з татарами. Балка, у якій його поховали стала називатись Балкою Гончара. Про неї є згадки у документах 1707 року поміж інших населених пунктів Запорозької Січі. Весною 1774 року тут оселилось декілька учасників повстання Пугачова, які переховувались тут від царського уряду.
1775 року у цій місцевості проїздом побував губернатор Азовської губернії Василь Чертков. Він наказав почати заселення цієї місцевості, сподіваючись згодом заснувати тут місто Слов'янськ. Тому нове поселення 1777 року назвали Слов'янкою.
За переписом 1782 року, у Слов'янці проживало 560 душ. Населення займалось рільництвом і тваринництвом. Розташування Слов'янки на річці біля шляхів сполучення та наявність родючих земель сприяли розвитку слободи. 1859 року тут налічувалось 3 049 мешканців, населення належало до категорії державних селян.
За даними 1859 року Слов'янка була державним селом. Тут була 1 православна церква, 3 ярмарки, поштова станція, 442 подвір'я, 3046 мешканців, майже суцільно українців.
Станом на 1886 рік у селі, центрі Слов'янської волості Павлоградського повіту Катеринославської губернії, мешкало 3845 осіб у 597 дворах, існували православна церква, школа, поштова станція, 5 лавок, лісовий склад, винний склад, рейнський погріб, 2 постоялих двори, відбувалось 3 щорічних ярмарки.
1897 року чисельність населення збільшилась до 5709 осіб, а кількість дворів — до 927.
За звітними даними 1916 року у Слов'янці працювали двокласна і дві церковнопарафіяльні школи, земська лікарня (відкрита 1909 року). Розвинулись господарство, торгівля і дрібна промисловість — діяли один паровий і 49 вітряних млинів, 4 олійниці, 7 кузень, два цегельні заводи, 5 зернових громадських контор, 5 приватних мануфактурних крамниць, лісовий склад, 3 шинки. Чисельність населення становила — 8430 мешканців.
Після повалення російської монархії 1917 року та з початком громадянської війни у Слов'янці неодноразово змінювалась влада, село захоплювали різні війська: німецькі, Червона армія, війська УНР, Добровольча армія. У грудні 1919 року остаточно встановлено радянську владу. Військовими діями та діяльністю військ господарству села було завдано значних руйнувань.
Протягом 1920-х років господарство Слов'янки поступово відбудовувалось. 1924 року працювали два парових млини, олійниця, 4 майстерні з ремонту сільськогосподарських машин. Були відкриті три школи і лікарня. Проживав 7 631 мешканець. Внаслідок колективізації створено 5 колгоспів.
Під час організованого радянською владою Голодомору 1932—1933 років померло щонайменше 687 жителів села.
Під час Німецько-радянської війни Слов'янка була окупована німецькими військами. Звільнена від окупації 14 вересня 1943 року.
Протягом 1950-х років усі колгоспи села поступово об'єдналися в один — «Радянська Україна».

## Новітня історія
У ніч на 14 серпня 2014 року на блок-посту «Слов'янка-кордон», на якому терористи намагалися зі зброєю прорватися з Донецької області у Дніпропетровську, Юрій Пізняк поїхав до блок-поста, коли отримав повідомлення, що там почалась перестрілка, його машину розстріляли на під'їзді до блок-поста. Лише коли прибула група спецпризначенців та захопила злочинців, Юрія змогли відправили до лікарні, але врятувати його життя не вдалося.
Є інша версія події, неофіційна. Насправді його викликали до місцевого мотелю, поскаржившись на кількох військових, які нахабно себе вели та порушували усілякі правила поведінки. Коли Ю. Пізняк прибув на місце події, сталася словесна перепалка, в ході якої військовослужбовець вистрелив йому в район живота. З пораненням Пізняк дістався до машини, та поїхав, подзвонив після цього своїй помічниці, яка й викликала швидку. Далі їхати він вже не зміг. Його змогли відправити в лікарню, але по дорозі він помер.
Жителями села повідомлено, як тієї ночі вони чули постріли десь зі сторони мотелю.
Деякі говорять, що Юрія Пізняка замовили, однак це не доведена інформація, правоохоронці її не підтверджують.
12 червня 2020 року, відповідно до розпорядження Кабінету Міністрів України № 709-р від «Про визначення адміністративних центрів та затвердження територій територіальних громад Дніпропетровської області», увійшло до складу  Слов'янської сільської громади.
19 липня 2020 року, в результаті адміністративно-територіальної реформи і ліквідації Межівського району, село увійшло до складу новоутвореного Синельниківського району.

## Сучасність
У Слов'янці діють декілька агрофірм та фермерських господарств.
Заклади соціальної сфери:
- Слов'янська середня загальноосвітня школа;
- 2 дитячих садки;
- дільнича лікарня;
- будинок культури;
- бібліотека;
- спортзал, який будується.

Через Слов'янку проходять автошляхи М04 (ділянка Павлоград—Покровськ) і Т 0428, а також Придніпровська залізниця.

## Населення

### Мова
Розподіл населення за рідною мовою за даними перепису 2001 року:
| Мова            | Кількість | Відсоток |
| --------------- | --------- | -------- |
| українська      | 2242      | 97.32%   |
| російська       | 60        | 2.60%    |
| білоруська      | 1         | 0.04%    |
| інші/не вказали | 1         | 0.04%    |
| Усього          | 2304      | 100%     |

## Розкуркуленні жителі Слов'янки
У 1930-х роках, у період колективізації в СРСР, у селі Слов'янка відбулося розкуркулення заможних селян. Згідно з архівними документами, до списку розкуркулених потрапили такі жителі:
1. Короткий Мефодій Калинович (1903 р.н.)
2. Кулиненко Кондрат Олександрович (1864 або 1870 р.н.)
3. Кущ Андрій Федорович (1879 р.н.)
4. Матир Володимир Митрофанович
5. Тимошенко Юхим Гаврилович (1906 р.н.)
6. Хань Кузьма Кондратович (1893 р.н.)
7. Ярмиш Федір Іванович (1876 р.н.)
8. Ярмиш Степан (Стефан) Іванович (1867 р.н.)

## Пов'язані особи
- 1947 року тут помер український письменник Сава Божко.
- Харламов Віктор Георгійович — український політик, депутат, майстер спорту по боротьбі, поет. Працював агрономом-насіннєводом колгоспу «Радянська Україна» (с. Слов'янка), викладав в СШ села виробниче навчання.